# La sombra del Hegemón
La sombra del Hegemón (Shadow of the Hegemon) es una novela de Orson Scott Card publicada en 2001. Es el segundo tomo de la saga de la sombra, que a su vez es una secuela de la saga de Ender.

## Argumento
Al acabar la guerra contra los insectores, tras el éxito de Ender Wiggin y sus compañeros en la destrucción de los Insectores, la Flota Internacional carecía de un propósito y el Polemarca intentó apoderarse de la flota y tomar bajo su custódia a todos los miembros del grupo de Ender. El golpe no tuvo éxito debido a los esfuerzos de los dos escritores que trabajan bajo los seudónimos de Locke y Demóstenes, así como de Julian "Bean" Delphiki.
Poco después del golpe de Estado (ruso), la oficina de Strategos fue abolida y el ex estrategos, el almirante Chamrajnagar, se convirtió en el nuevo Polemarca. La flota adoptó entonces una política de no intervención en la Tierra, excepto cuando la soberanía de la flota se viese amenazada.
En la Tierra, a falta de un enemigo común, los países vuelven a empezar la lucha por el control de la tierra, los niños de la escuela de batalla se convierten en un recurso codiciado por todos. Aquiles, que controla un sector del ejército ruso, secuestra a todo el grupo de Ender, excepto a Bean, al que intenta matar. Éste se pone en contacto con Peter Wiggin para liberarles. Aquiles escapa reteniendo a Petra Arkanian, y viaja a India para invadir Tailandia, pero con la idea de debilitar India frente a una invasión china. Bean, desde Tailandia, intenta rescatar a Petra, mientras se entera de que su evolución hará que muera muy joven, debido a la clave de Anton, la modificación genética que le implantaron en el embrión. Tras la retirada de Aquiles a China, Peter como Hegemón y él como Estrategos se prepararán para vencerle. Desde la base de la Hegemonía en Brasil, Bean entrena un grupo de soldados tailandeses liderados por  Suriyawong para operaciones especiales, mientras Virlomi inicia un movimiento de resistencia pacífica en India, que ha sido invadida por China, así como todo el Sudeste asiático.
- Datos: Q2915310